# Basel Samih
Basel Samih Zaidan (Doha, 17 giugno 1981) è un ex calciatore qatariota, di ruolo portiere.
Ha esordito in AFC Champions League nel 2007 e vanta una presenza nel Qatar in occasione di una amichevole non ufficiale contro la Palestina.